# Бичакчиу, Ибрагим-бей
Ибрагим-бей Бичакчиу (алб. Ibrahim bej Biçakçiu; 10 сентября 1905, Эльбасан  — 4 января 1977, там же) — албанский политический, государственный и дипломатический деятель. Председатель коллаборационистского Временного исполнительного комитета Албании (14 сентября — 4 ноября 1943 года) и премьер-министр и министр иностранных дел (6 сентября — 26 октября 1944 года) коллаборационистского правительства.

## Биография
Родился в семье влиятельно албанского политика. Учился в коммерческой школе в Австрии. Окончил два факультета Венской торговой академии по специальности агрономия и политология. Владел немецким, итальянским, турецким, английским языками.
Вернувшись в Албанию, после смерти отца занимался управлением семейным бизнесом. Крупный землевладелец. Был в числе основателей итальянско-албанской компании Albiger.
Политической деятельностью занимался с 1937 года. Член Балли Комбетар. Основатель албанской Национальной партии.
В 1937—1939 и 1943—1944 годах член албанского парламента. Председатель Временного исполнительного комитета Албании (14 сентября 1943 — 4 ноября 1943).
Во время немецкой оккупации Албании занимал пост премьер-министра албанского коллаборационистского правительства и министра иностранных дел (6 сентября — 26 октября 1944 года).
После того, как коммунисты захватили власть в Албании, он не покинул страну. Был арестован 6 декабря 1944 года в Шкодере. В апреле 1945 года Специальным судом был приговорён к пожизненному заключению. В декабре 1945 года его тюремный срок был сокращен до 30 лет лишения свободы. Отбывал наказание в тюрьме в Буррели.
В 1962 году был освобождён. Работал уборщиком в общественном туалете и простым рабочим.